# Андреа Дориа (линкор)
«Андреа Дориа» (итал. Andrea Doria) — итальянский линкор типа «Андреа Дориа», состоявший на вооружении Королевских военно-морских сил Италии. Участник обеих мировых войн, с 1937 по 1940 годы был модернизирован. Службу нёс до 1956 года.

## Строительство
Строительство корабля велось на верфях компании «Арсенале Милитаре» города Специи. Заложен линкор был 24 марта 1912 года, а спустя год, 30 марта 1913 года, он был торжественно спущен на воду. Этот линкор был назван в честь генуэзского адмирала Андреа Дориа. В состав флота он вошёл официально 13 марта 1916 года, в разгар Первой мировой войны.

## Служба

### Первая мировая война
Корабль вошёл в состав флота вместе с линкором «Кайо Дуилио», своим «братом-близнецом». Службу он начал в 1-м учебном морском дивизионе, будучи также и флагманским кораблём итальянского флота. В годы войны он преимущественно простаивал в порту Таранто, однако также некоторое время базировался на острове Корфу. Действовал в Южной Адриатике и на Чёрном море. В море за годы войны он проработал 70 ходовых часов, затратив ещё 311 часов на выполнения некоторых заданий и переходов, однако непосредственно в боях он не принимал участие.

### Помощь Белому движению в России. Конфликт на Корфу
После завершения войны, 10 ноября 1918 года оба линкора типа «Андреа Дориа» и ещё один линкор «Джулио Чезаре» прибыли на остров Корфу для очередных учений. 9 июня 1919 года «Андреа Дориа» и «Кайо Дуилио» прибыли в Константинополь как часть итальянской делегации, участвовавшей в обсуждении раздела побеждённой Османской империи и определении зон влияния. Италия защищала свои интересы в зоне Измира, где базировался итальянский корпус, оказывавший помощь Белому движению в России. «Андреа Дориа» и «Кайо Дуилио» вошли в состав 2-го дивизиона из Левантской морской команды: первый корабль должен был оказывать помощь Белым в Севастополе, а второй — помогать грузинским войскам в Батуми. Вскоре «Кайо Дуилио» отплыл в Смирну, где 9 сентября его место занял «Джулио Чезаре», а 9 ноября «Андреа Дориа» покинул Босфор и вернулся сначала в Таранто, а затем в Специю. В конце 1920 года «Андреа Дориа» и «Кайо Дуилио» снова отправились в бой: в разгаре был Фиумский конфликт. Линкоры организовали морскую блокаду города Фиуме и устроили массовый артобстрел города, который в историю вошёл под именем «Кровавое Рождество». В ходе конфликта город перешёл к Италии, и этот статус был закреплён Рапалльским договором.
В 1923 году «Андреа Дориа», «Кайо Дуилио» и «Конте ди Кавур» снова отправились в боевой поход: на этот раз на остров Корфу, где шли бои с греческими войсками. Линкоры были отправлены для разгрома греческих войск в знак мести за расправу над итальянцами в Янине. 27 августа 1923 года генерал Теллини вместе с итальянской делегацией, который был направлен по решению Конференции Послов для разрешения вопроса по поводу албано-греческой границы, были расстреляны греческими солдатами из засады. Итальянское правительство потребовало от Греции принести извинения и допустить итальянские корабли в порт Афин, но, не дождавшись ответа, отдало приказ отправить итальянскую эскадру на Корфу. 29 августа 1923 года корабли разрушили старинный форт на острове Корфу, и греки вскоре немедленно приняли корабли в порту Фалерон недалеко от Афин. 30 сентября 1923 года «Андреа Дориа» вернулся в Таранто. Среди прочих церемоний, в которых участвовал линкор, были также встреча с испанской королевской семьёй.

### Первая модернизация
С 1919 по 1924 годы «Андреа Дориа» пережил первую модернизацию: на него установили дополнительные пушки калибром 76 мм, а некоторые орудия 50 калибра заменили на более эффективные орудия 40 калибра. С 1925 года на корабле было тринадцать 305-мм основных орудий, шесть 76-мм зенитных орудий (по три на борт), два зенитных пулемёта Vickers. Также было усилено бронирование корабля, а также установлена новая система наведения орудий. В 1925 году на линкоре в качестве эксперимента на капитанском мостике разместили небольшую площадку, откуда взлетал и куда приземлялся разведывательный гидросамолёт «Макки М-18». В 1926 году туда поставили и катапульту для запуска самолётов.

### Плавания в Восточном Средиземноморье
В 1925 году обновлённый корабль отправился в Лиссабон по случаю 400-летия со дня рождения Васко да Гама, вернувшись 7 февраля в Специю для дополнительного ремонта. В июне он вернулся в строй и принял участие в летних военных манёврах, показав лучшую скорость и отличное качество стрельбы. 5 ноября он отправился к побережью Сирии во главе эскадры эсминцев для эвакуации итальянских граждан, поскольку там бушевало антифранцузское восстание в автономии Джабаль аль-Друз. 12 декабря линкор покинул Сирию, прибыв уже 5 января 1926 года в Специю и пройдя по пути порта Патмос, Калино, Коо, Лимассол, Яффу, Александрию, Тобрук и Бенгази.
С 1926 по 1927 годы «Андреа Дориа» принимал участие в учениях близ Остии. В сентябре 1927 года он посетил Задар, в 1928 году побывал в портах Занте, Фалерон и Аргостоли, в 1929 году посетил Киренаику, порты Египта, Палестины и Турции, а также совершил круиз по Эгейскому морю. В 1930—1931 годах он снова отправился в Восточное Средиземноморье, посетив Додеканес и Ливию. В августе 1932 года его отправили в резерв. 27 марта 1937 года он перебазировался в Триест, где 8 апреля начались работы по радикальной реконструкции линкора.

### Вторая модернизация

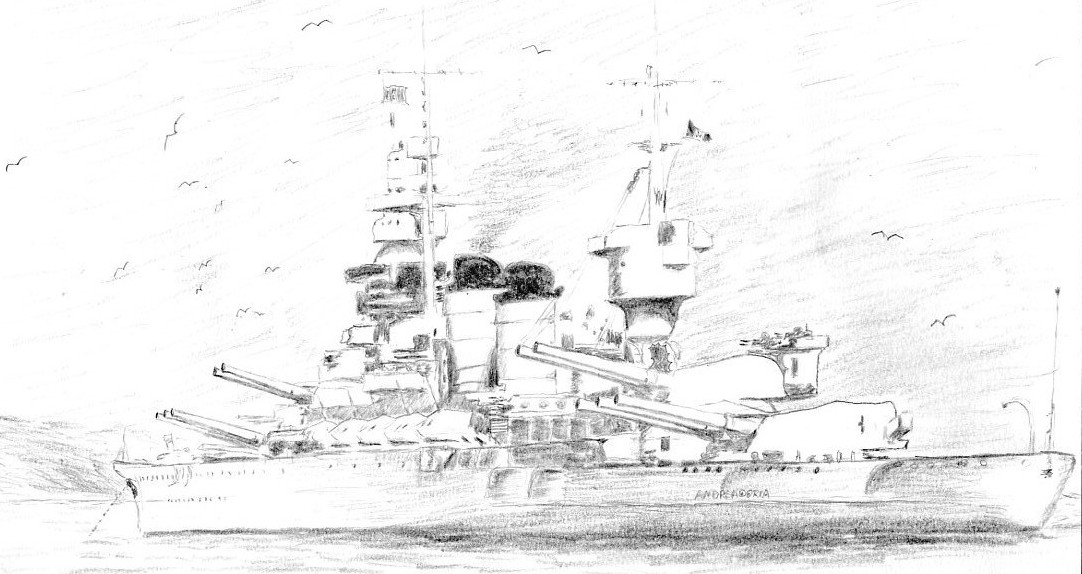
Рисунок линкора «Андреа Дориа» (вид с кормы)

Модернизация началась сразу же после того, как на аналогичное улучшение отправился линкор «Кайо Дуилио». В ходе модернизации были немного увеличены размеры корабля (так, длина выросла примерно на 10 м), были установлены новые двигатели, что привело к повышению мощности в три с половиной раза, а также усилено бронирование и вооружение. Вместо старых 305-мм орудий были установлены более мощные 320-мм орудия, а башенные установки с ними перенесли на нос. Значительно усилилось зенитное вооружение за счёт многочисленных орудий калибром 20 и 37 мм, что придало кораблю угрожающий и футуристический вид. Скорость корабля выросла до 27 узлов, а экипаж до 1495 человек.

### Вторая мировая война и вывод из ВМС
«Андреа Дориа» был готов к службе 15 июля 1940 года. 26 октября 1940 его зачислили в состав 5-й дивизии линкоров. С 9 по 10 февраля 1941 года он был вовлечён в поиски британского соединения «Эйч», которые завершились безрезультатно. Он находился в готовности к выходу из Таранто, когда разгорелось сражение у мыса Матапан, однако из-за малой скорости хода линкор туда не успел. С 13 по 19 декабря «Андреа Дориа» участвовал в операции по прикрытию североафриканского конвоя во время боёв в заливе Сирт вечером 17 декабря, но из-за большой дистанции огня не открывал. В дальнейшем на корабле стало заканчиваться топливо, и линкор перестал выходить в море. В середине 1942 года его вывели в резерв и частично разукомплектовали, но в начале июня следующего года вернули в состав флота (корабль после ремонта стал флагманом 5-й дивизии).
9 сентября 1943 года корабль из Таранто по приказу командования союзников был переведён на Мальту, а 8 июня 1944 года перебазировался в Аугусту и стал первым итальянским линкором, вышедшим в море после интернирования. Впрочем, союзники не были заинтересованы в использовании линкора в своих операциях: уговоры итальянских адмиралов перевести суда хотя бы для помощи в Тихоокеанских операциях ни к чему не привели. В итоге 14 марта 1945 года корабль вернулся в Таранто, где до конца карьеры использовался как учебное судно. 1 ноября 1956 года его исключили из списков флота, а затем через два года пустили на слом.